# 133743 Robertwoodward
133743 Robertwoodward este o planetă minoră (asteroid), cu un diametru de 6,456 km, din centura de asteroizi. A fost descoperită pe 16 noiembrie 2003 la Catalina Station⁠(d) de Catalina Sky Survey. 
Obiectul prezintă o orbită caracterizată de o semiaxă mare de 3,0819257526082 UAi, o excentricitate de 0,01, o înclinație de 10,5 ° în raport cu ecliptica.